# 조지 샐링
조지 J. 샐링(George J. Saling, 1909년 7월 27일 ~ 1933년 4월 15일)은 미국의 허들 선수이자, 1932년 로스앤젤레스 올림픽 110m 허들 금메달리스트였다.
미주리주 멤피스에서 태어나 아이오와주 코린던으로 이주하였다. 1927년 코린던 고등학교를 졸업하고 농구 팀의 주장이었다.
아이오와 대학교에서 자신의 최상급 학년 해인 1932년에 자신을 세계적 수준의 허들 선수로 설립하였는 데, NCAA 선수권 대회에서 퍼시 비어드의 110m 허들 세계 기록 14.4초를 동등하게 하면서 우승하였다. AAU 선수권 대회에서는 110m 허들에서 잭 켈러에게 4 피트(1.2m) 차이로 패하였으나 200m 허들을 우승하여 올림픽 팀에 뽑혔다.
올림픽에서는 자신의 라이벌 비어드를 준결승전에서 0.2초, 결승전에서 0.1초 차이로 꺾었다.
올림픽이 끝난지 6달 후에 23세의 나이로 자동차 사고로 사망하였다.